# ГЕС Sainj
ГЕС Sainj — гідроелектростанція на півночі Індії у штаті Гімачал-Прадеш. Знаходячись перед ГЕС Парбаті III, становитиме одну з двох (поряд із ГЕС Парбаті II) станцій верхнього ступеню гідровузла, створеного для використання ресурсу річок Парбаті та Sainj, лівих приток річки Біас (впадає праворуч до Сатледжу, найбільшого лівого допливу Інду).
В межах проекту Sainj перекрили бетонною греблею висотою 25 метра та довжиною 150 метрів, яка утримує водосховище з об'ємом 423 тис. м3 (корисний об'єм 384 тис. м3) та припустимим коливанням рівня між позначками 1738,5 та 1752 метра НРМ (під час повені до 1753 метра НРМ).
Зі сховища ресурс потрапляє у дві підземні камери для видалення осаду розмірами 139х15х9 метрів. Підготована вода прямує далі через прокладений під правобережним гірським масивом дериваційний тунель довжиною 6,3 км з діаметром 3,9 метра, який переходить у напірний водовід довжиною 0,55 км з діаметром 2,8 метра. В системі також працює вирівнювальний резервуар висотою 75 метрів з діаметром 9 метрів.
Споруджений у підземному виконанні машинний зал має розміри 81х18 метрів при висоті 64 метра, а доступ до нього здійснюється через тунель довжиною 0,3 км з діаметром 7 метрів. Він обладнаний двома турбінами типу Пелтон потужністю по 51,1 МВт, які використовують напір у 397 метрів та забезпечують виробництво 400 млн кВт-год електроенергії на рік.
Відпрацьована вода повертається до річки по відвідному тунелю довжиною 0,4 км з діаметром 4,5 метра.
Видача продукції відбувається по ЛЕП, розрахованій на роботу під напругою 400 кВ.